# Spizixos
Spizixos – rodzaj ptaków z rodziny bilbili (Pycnonotidae).

## Występowanie
Rodzaj obejmuje gatunki występujące w południowo-wschodniej i wschodniej Azji.

## Morfologia
Długość ciała 19–23 cm, masa ciała 44 g.

## Systematyka

### Etymologia
Greckie σπιζα spiza – zięba < σπιζω spizō – ćwierkać; rodzaj Ixos Temminck, 1825, szczeciak.

### Podział systematyczny
Do rodzaju należą następujące gatunki:
- Spizixos canifrons Blyth, 1845 – ziębodziób czubaty
- Spizixos semitorques Swinhoe, 1861 – ziębodziób obrożny